# Dún Briste
Dún Briste (en Inglés: Dun Briste Sea Stack) es un farallón o pilar natural —en Geomorfología denominado stack— que se formó en el periodo Carbonífero posiblemente Misisípico hace aproximadamente 350 millones de años.

## Historia
Su creación se produjo en el año 1393 cuando una fuerte tormenta de altamar lo quebró y lo dejó varado cercana a la costa. La evidencia de que formó parte de tierra firme fue presentada en 1980 por investigadores que aterrizaron sobre ella e hicieron peritajes; allí descubrieron edificaciones de piedra y restos de pasos para las ovejas.
Cuando la formación de Dún Briste no estaba separada del cabo, Patricio de Irlanda construyó una de las primeras iglesias de Irlanda. Durante la Segunda Guerra Mundial la casa cercana sirvió como puesto de vigilancia de la guardia costera Irlandesa.

## Descripción
Se encuentra precisamente en el cabo de Downpatrick Head, a 5 kilómetros de la ciudad de Ballycastle en el condado de Mayo, Irlanda. A tan solo 20 metros de distancia y con 228 metros de profundidad, se encuentra separado de la costa. Mide 45 metros de altura, 63 metros de largo y 23 de ancho.

## Leyenda de San Patricio
La leyenda cuenta que dentro del cabo vivía el dios céltico Crom Dubh, el cual se rehusaba a convertirse al cristianismo que predicaba San Patricio, por lo que este se enojó, golpeó el suelo del cabo con su vara y esto provocó la separación de la formación de la isla, condenando a Dubh a morir en absoluta soledad aislado de tierra firme.

## Galería de imágenes
|                                     |
| Fotografía del farallón el año 2006 |

|                                   |
| Fotografía tomada en el año 2021. |

|                                                                                            |
| Fotografía de la costa más cercana al Dún Briste, junto a la casa de vigilancia, año 2006. |

|                                                                                        |
| Fotografía tomada donde se ve la distancia desde la costa hasta el farallón, año 2006. |

|                                                 |
| Fotografía centrada en el Dún Briste, año 2021. |